# اسامه اسد
اسامه اسد (به انگلیسی: Oussama Assad) یک کشتی‌گیر فرنگی‌کار اهل کشور مراکش است. وی سابقه حضور در المپیک ۲۰۲۴ پاریس را دارد.  